# (12616) Lochner
(12616) Lochner ist ein Asteroid des Hauptgürtels, der am 26. September 1960 von dem niederländischen Astronomenehepaar Cornelis Johannes van Houten und Ingrid van Houten-Groeneveld entdeckt wurde. Die Entdeckung geschah im Rahmen des Palomar-Leiden-Surveys, bei dem von Tom Gehrels mit dem 120-cm-Oschin-Schmidt-Teleskop des Palomar-Observatoriums aufgenommene Feldplatten an der Universität Leiden durchmustert wurden.
Der Asteroid wurde am 19. August 2008 nach dem deutschen Maler Stefan Lochner (~1400–1451) benannt, der auch als Meister Stefan bezeichnet wurde und als bedeutendstes  Mitglied der Kölner Malerschule gilt.